# Бакшин, Владимир Николаевич
Владимир Николаевич Бакшин (30 марта 1939, Аткарск, Саратовская область — 27 октября 2007, Иваново) — советский футболист, защитник, тренер. Мастер спорта СССР. Сыграл более 360 матчей за ивановский «Текстильщик».

## Биография
Родился в семье военного. В детстве со своей семьёй переехал в г. Тейково Ивановской области, где начал заниматься спортом — футболом, лёгкой атлетикой, боксом. Был чемпионом Ивановской области по боксу среди юниоров. Во взрослом футболе начал выступать за команду «Красное знамя» (Тейково) в чемпионате города и области. Позднее, поступив в Ивановский педагогический институт, стал играть за вузовскую команду «Искра».
В 1961 году был приглашён в ивановскую команду мастеров — «Текстильщик». Дебютный матч за клуб в классе «Б» сыграл 15 августа 1961 года на выезде против горьковской «Волги». С 1963 года, после ухода из команды основного защитника Вадима Шафранского занял твёрдое место в основе. В 1964 году перешёл в команду класса «А» кишинёвскую «Молдову», но не сыграл за неё ни одного матча и в том же сезоне вернулся в Иваново. Бронзовый призёр чемпионата РСФСР среди команд класса «Б» 1964 года. Всего в составе «Текстильщика» провёл 12 сезонов, сыграв за это время во втором и третьем эшелонах советского футбола 364 матча (по другим данным — 372) и забив 18 голов. Был капитаном команды. За успешные выступления клуба в 1964—1966 годах игроку было присвоено звание мастера спорта СССР.
Входит в десятку лучших игроков в клубной истории по числу сыгранных матчей. В 2001 году включён в символическую сборную «Текстильщика» XX века.
После завершения выступлений в соревнованиях мастеров, несколько лет играл в первенстве области за ивановский «Меланжист», становился чемпионом области. Затем много лет работал детским тренером в группе подготовки футболистов «Текстильщика» и в городской ДЮСШ.
Скончался в Иваново 27 октября 2007 года на 69-м году жизни.

### Стиль игры
Во многом, успехи коллектива зависели тогда от надежной игры в обороне, которую цементировал Бакшин. При случае он всегда был готов подключиться в атаку. Обладая хорошим прыжком, он был опасен у чужих ворот при исполнении стандартных положений. Также защитник владел пушечным дальним ударом. Поэтому довольно часто игрок поражал ворота соперников.— МОИ ТРЕНЕРЫ: ВАЛЕРИЙ ВАСИЛЬЕВИЧ ГОРНУШКИН И ВЛАДИМР НИКОЛАЕВИЧ БАКШИН